# Jüdischer Friedhof (Gemen)

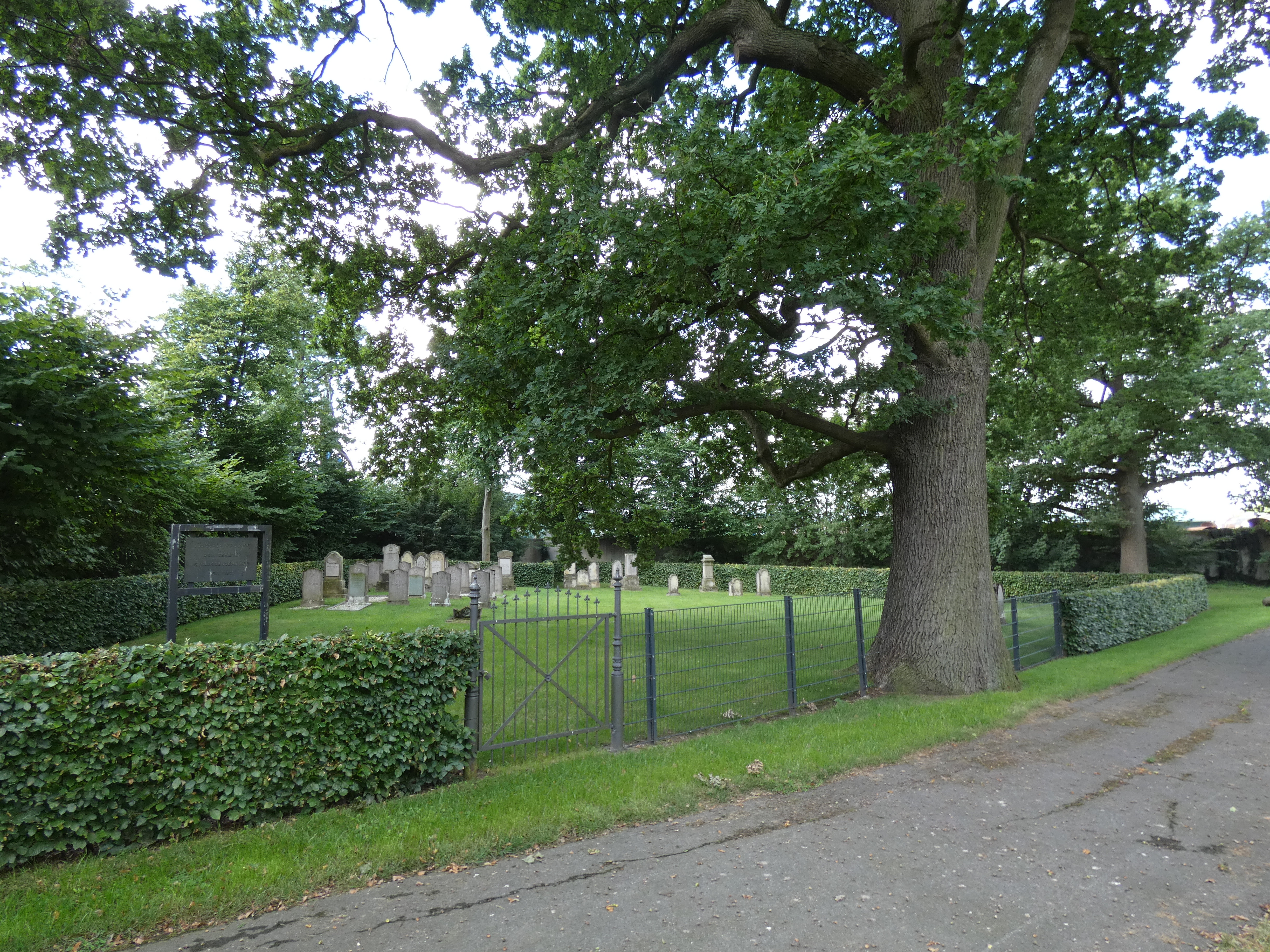
Jüdischer Friedhof in Borken-Gemen

Der Jüdische Friedhof Gemen befindet sich in Gemen, einem Ortsteil der nordrhein-westfälischen Stadt Borken im Kreis Borken. Er liegt an der Ecke Landwehr und Otto-Hahn-Straße und ist 539 m² groß.
Der jüdische Friedhof war bereits vor 1810 in Benutzung. Von den vorhandenen 35 Grabsteinen sind die jüngsten von 1912/13.
Bei einer Schändung im Dezember 1999 wurden 14 Grabsteine umgestoßen und zerbrochen.
Der Friedhof ist unter der Nummer A III 10 in die Denkmalliste der Stadt Borken eingetragen.